# Латвія на літніх Олімпійських іграх 2024
Латвію на літніх Олімпійських іграх 2024 представляли двадцять дев'ять спортсменів в одинадцятьох видах спорту.